# Clearco in Negroponte

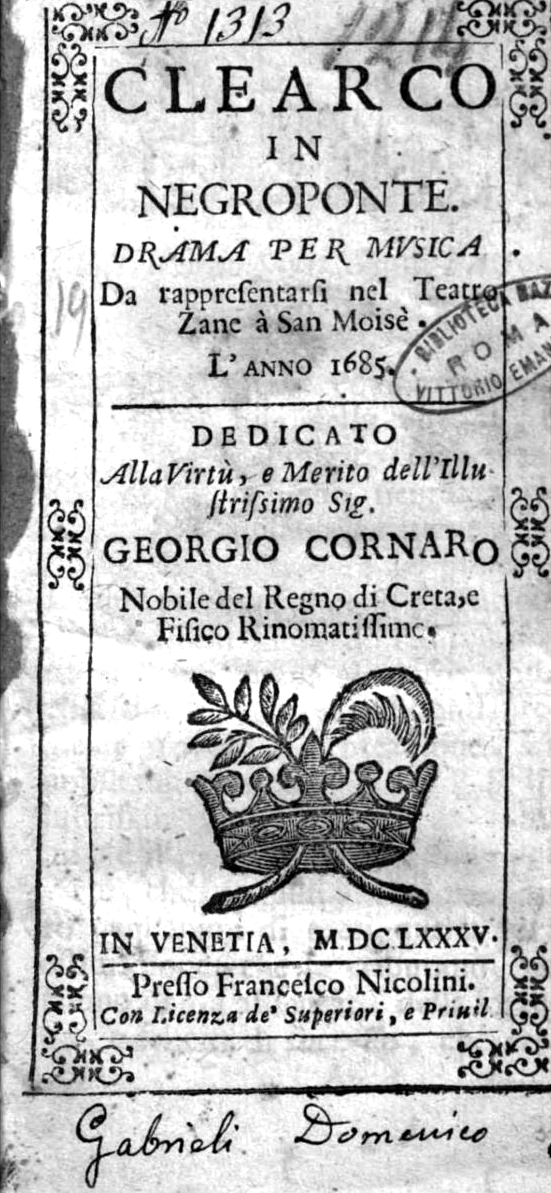
Clearco in Negroponte. Drama per musica da rappresentarsi nel teatro Zane à San Moisè. L'anno 1685 An. A. Dedicato alla virtù, e merito dell'illustrissimo sig. Georgio Cornaro.

Clearco in Negroponte (o anche Il Clearco in Negroponte) è un'opera in tre atti di Domenico Gabrielli su libretto in italiano di Antonio Arcoleo. Fu rappresentata per la prima volta nel dicembre 1685 a Venezia.

## Produzione
L'opera fu musicata per la prima volta dal compositore bolognese Domenico Gabrielli e andò in scena al Teatro San Moisè di Venezia tra il 28 dicembre 1685 e il 4 gennaio 1686. Successivamente, il compositore palermitano Alessandro Scarlatti ne musicò una seconda versione che venne rappresentata a Napoli, nel teatro del Palazzo Reale, il 21 dicembre 1686. Nel 1695, a Roma, al Teatro Capranica,  va in scena una terza versione il cui primo atto viene musicato da Tommaso Bernardo Gaffi, il secondo atto da Giovanni Lorenzo Lulier e il terzo atto dal compositore Carlo Francesco Cesarini.

## Trama
Il dramma è incentrato sulla figura romanzata di Clearco di Sparta, storicamente un comandante spartano del V secolo a.C. che, dopo l'esilio da Sparta, passò al servizio del principe achemenide Ciro come comandante mercenario della spedizione dei Diecimila. 
Nell'opera di Arcoleo, Clearco è, invece, divenuto re di Tebe in conflitto con Eurimede, sovrano di Corinto. I due monarchi, al termine di una sanguinosa battaglia, in segno di pace e reciproca sicurezza, si scambiano i rispettivi ostaggi.
Negroponte è il nome col quale i veneziani chiamavano anticamente l'isola greca Eubea.

## Personaggi
- Clearco, re di Tebe.
- Eurimede, re di Corinto.
- Asteria, figlia di Eurimede.
- Alcidamia, figlia di Eurimede.
- Adrasto, amico di Clearco (poi si scopre essere Idraspe, principe di Mileto).
- Olinda, sorella di Idraspe.
- Aceste, fratello di Idraspe e Olinda

## Scene

### Atto I
- Spiaggia solitaria vicino a Corinto
- Anticamera nobile dove è custodito Adrasto
- Campo di Clearco
- Galleria di statue e pitture a Corinto

### Atto II
- Loggia aperta sul mare con altare dedicato a Nettuno
- Logge in Corinto, contigue alle stanze di Alcidamia
- Eserciti dei Tebani e dei Corinti schierati uno contro l'altro

### Atto III
- Cortile reale
- Giardino con fontana nel mezzo
- Gabinetti di Asteria
- Reggia

## Brani celebri
- L'alma amante ancor non crede
- Bellezza tiranna
- Vengo a stringerti

## Balli
- Ballo dei Pittori
- Ballo dei soldati coronati d'ulivo